# Ceratium
A Ceratium a páncélos ostorosok (Dinoflagellata) egy kis (7 fajt tartalmazó) nemzetsége. Korábban számos tengeri páncélosostoros-fajt tartalmazott, de ezek később az új Tripos nemzetségbe kerültek. Páncéllemezek, 2 ostor és szarvak jellemzik. Világszerte megtalálható, és virágzásai miatt ökológiailag is fontos.

## Rendszertan
Először Schrank, F. von Paula írta le 1793-ban. Adl  et al. rendszertana szerint a páncélos ostorosok Dinophyceae osztálya Gonyaulacales rendjébe tartozik, Az AlgaeBase e kládon belül a Ceratiaceae családba sorolja.
A Ceratium furcoides eredeti neve Ceratium hirundinella var. furcoides Levander 1894 volt, mai neve C. furcoides (Levander) Langhans 1925. Ez és a C. hirundinella invazív fajok egyes dél-amerikai folyómedencékben.

## Morfológia

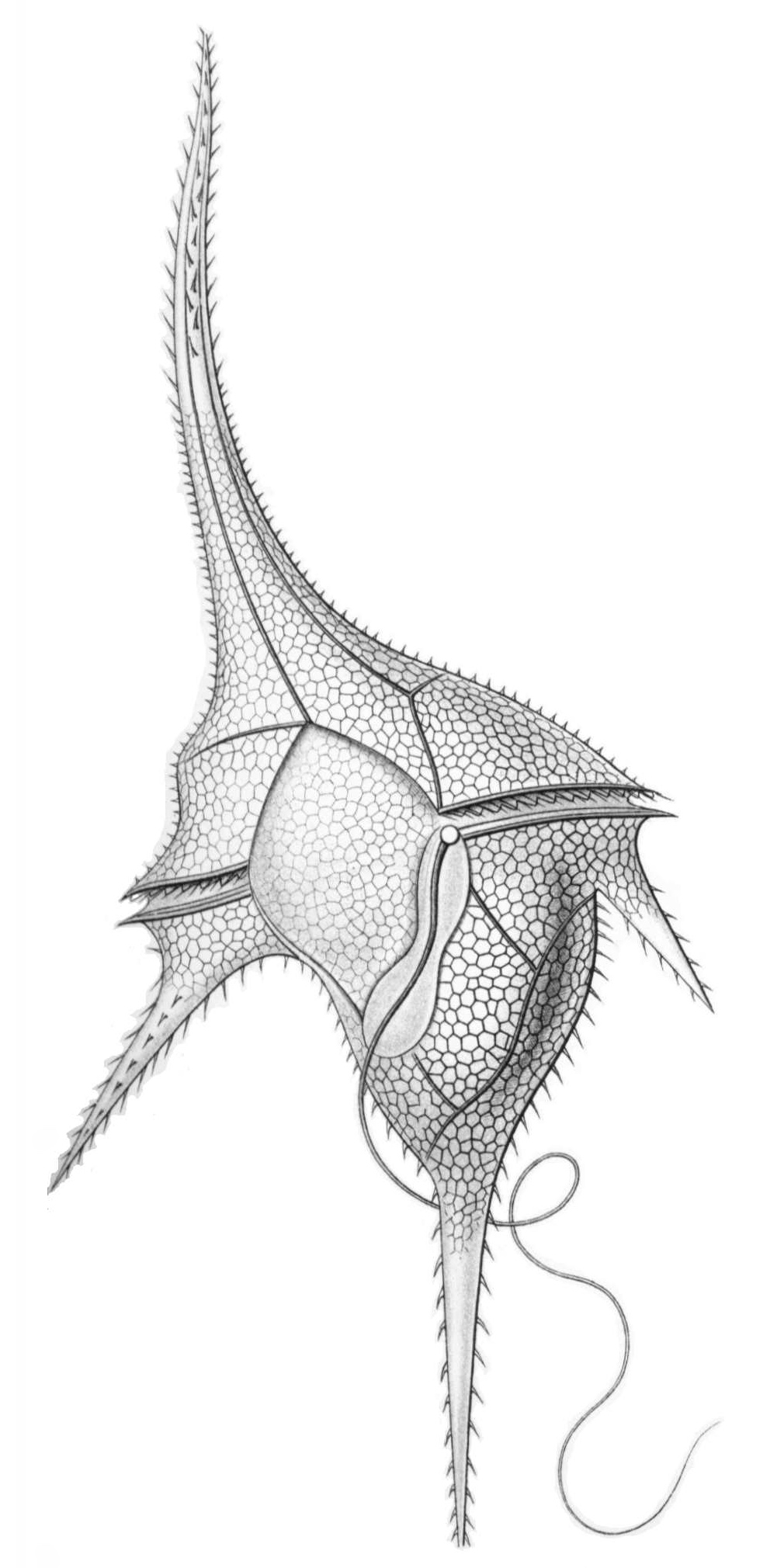
Ceratium hirundinella. A Ceratium-fajok a szarvak és a longitudinális és transzverzális helyzetű ostorok alapján ismerhetők fel.

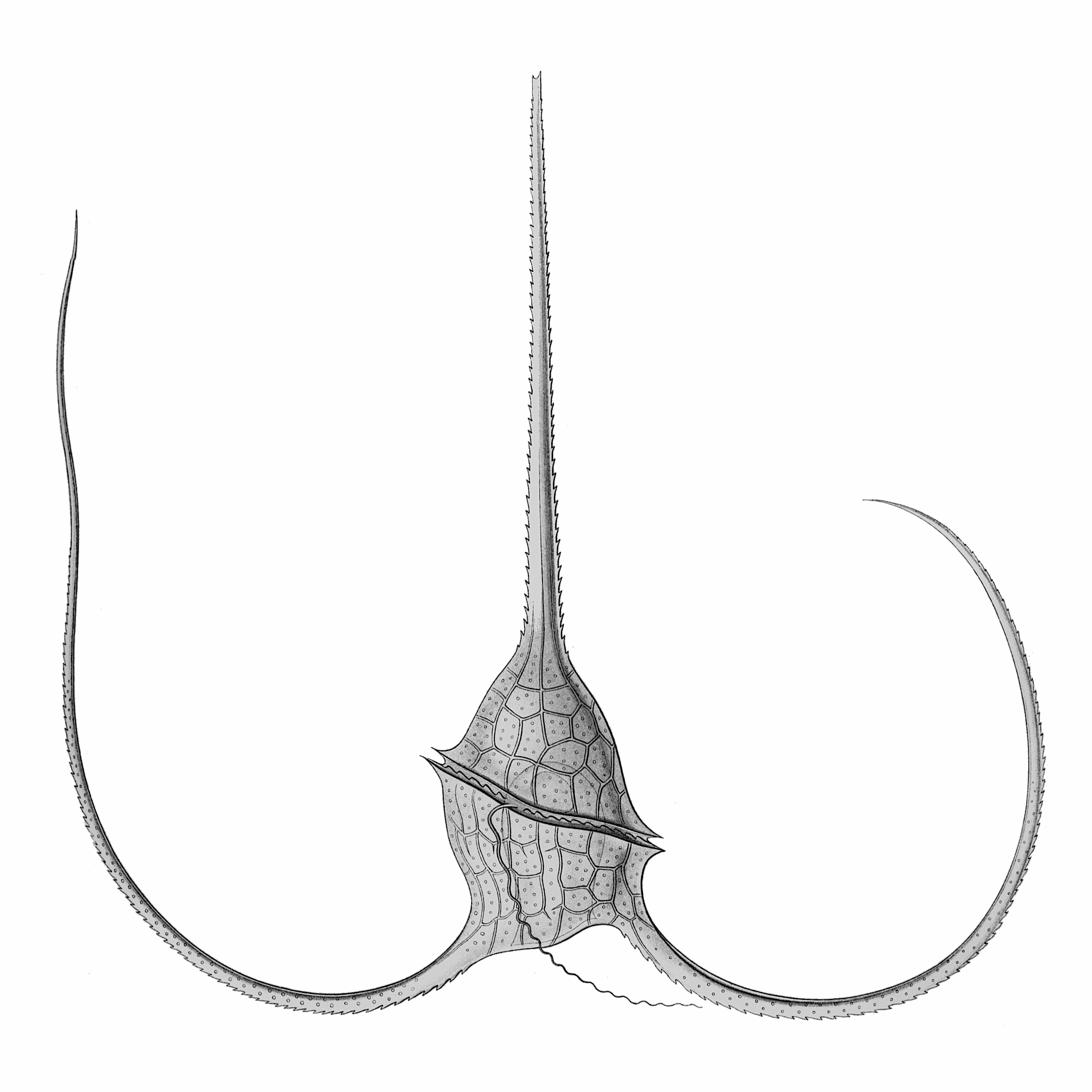
A Ceratium tripos U alakú szarvairól ismerhető fel

A Ceratium a Gonyaulacales tagjaként páncéllemezekkel rendelkezik. Pellikula van rajta, mely a membránból és vezikulumokból álló héj, a vezikulumok keresztkötéses cellulózból állnak, létrehozva a lemezeket. A pellikula 2 részre osztható (epikónusz, hipokónusz), melyek a transzverzális nyílás (cingulum) felett, illetve alatt találhatók. 2 lemezsor veszi körül e két réteget meghatározott mintában, melyet az utódok örökölhetnek. E minták használhatók páncélosostoros-csoportok és akár Ceratium-fajok azonosítására.
A lemezeken kiterjedt szarvak vannak, melyek a Ceratium-fajok ismertetőjegyei. A különböző fajok aszerint, hogy édesvíziek vagy tengeriek, különböző alakú szarvakkal rendelkezhetnek. Morfológiájuk függhet a környezet hőmérsékletétől és sótartalmától. A szarvak alakja alapján azonosíthatók fajok, például a Ceratium tripos szarvai U alakúak.
A Ceratium 2 eltérő hosszú ostorral rendelkezik, melyek transzverzálisak, illetve longitudinálisak. A transzverzális összetett szerkezetű, és a cingulum körül halad. Mozgása hullámzó, és lehetővé teszi az élőlény forgását úszás közben. A longitudinális ostor sulcust alkot, és egyszerűbb szerkezetű. Ennek mozgása előretolja az élőlényt, de a mozgást végső soron a víz viszkozitása határozza meg.
Egyéb szerkezetei közé tartozik a kloroplasztisz, mely a fotoszintézishez használt vörös, barna és sárga pigmenteket tartalmaz.
Átlagos hossza 20–200 µm, tehát mikroplankton.

## Életciklus

### Szaporodás
Zigótás meiózis jellemzi nemzedékváltakozásában.
Ivarosan (2 szülősejt) vagy ivartalanul (1 szülősejt) egyaránt szaporodhat. Ivartalan szaporodáskor a pellikula leválva felfedi a csupasz sejtet. Ezután a sejt nő, és osztódik, 4–8 kétostorú utódsejtet létrehozva. A magmembrán az egész folyamat során jelen van, a centriólumok számos eukariótától eltérően nem. A magmembrán csak akkor osztódik, mikor az élőlény középen szűkül.
Ivaros szaporodáskor a két élőlény a sulcushoz közel kapcsolódik egymáshoz. Ezután meiózis történik, lehetővé téve a haploid szülősejtek kromoszómapárosodását. Ezután diploid utódok, rajzósejtek szabadulnak fel.

### Növekedés
Mixotróf nemzetség, vagyis fotoszintetikus és heterotróf életmódra egyaránt képes, utóbbi esetén más planktonokat eszik.
Egyedi adaptációja lehetővé teszi növekedéshez használt vegyületek vakuólumban való tárolását, ha nem érhető el megfelelő mennyiségben tápanyag.
Ezenkívül aktívan mozog a vízben a növekedéshez szükséges megfelelő mennyiségű napfény és tápanyag megszerzéséhez. A növekedését segítő további adaptáció, hogy nappal képes plasztisztartalmú függelékeket kibocsátani a fotoszintézishez.  Éjjel visszahúzza e függelékeket, és mélyebb vízrétegekbe megy.

## Elterjedés

### Földrajzi elterjedés
Trópusi és sarkköri éghajlati övezeteken egyaránt előfordul, de gyakori mérsékelt övezetben. A melegebb trópusi tengerekben élő fajok szarvai jobban elágaznak, mint a hidegebb vízben élő fajok. A melegebb trópusi víz kevésbé viszkózus, így az ott élő Ceratium-fajok szarvai elágazóbbak, hogy fenn maradjanak: a szarvak fő funkciója a felhajtóerő fenntartása.

### Szezonális
Mivel a tavak nyáron a vízkeveredés csökkenése miatt rétegződnek, az édesvízi Ceratium-fajok ekkor gyakoribbak.

## Ökológia
Általában ártalmatlannak tartják, és nem mérgező vegyületeket termelnek. Gyors populációnövekedést okozó körülmények közt káros algavirágzásokat okozhatnak, csökkentve a környezet erőforrásait és tápanyagait. Ezenkívül csökkentik a víz oldott oxigéntartalmát, halak halálát okozva.

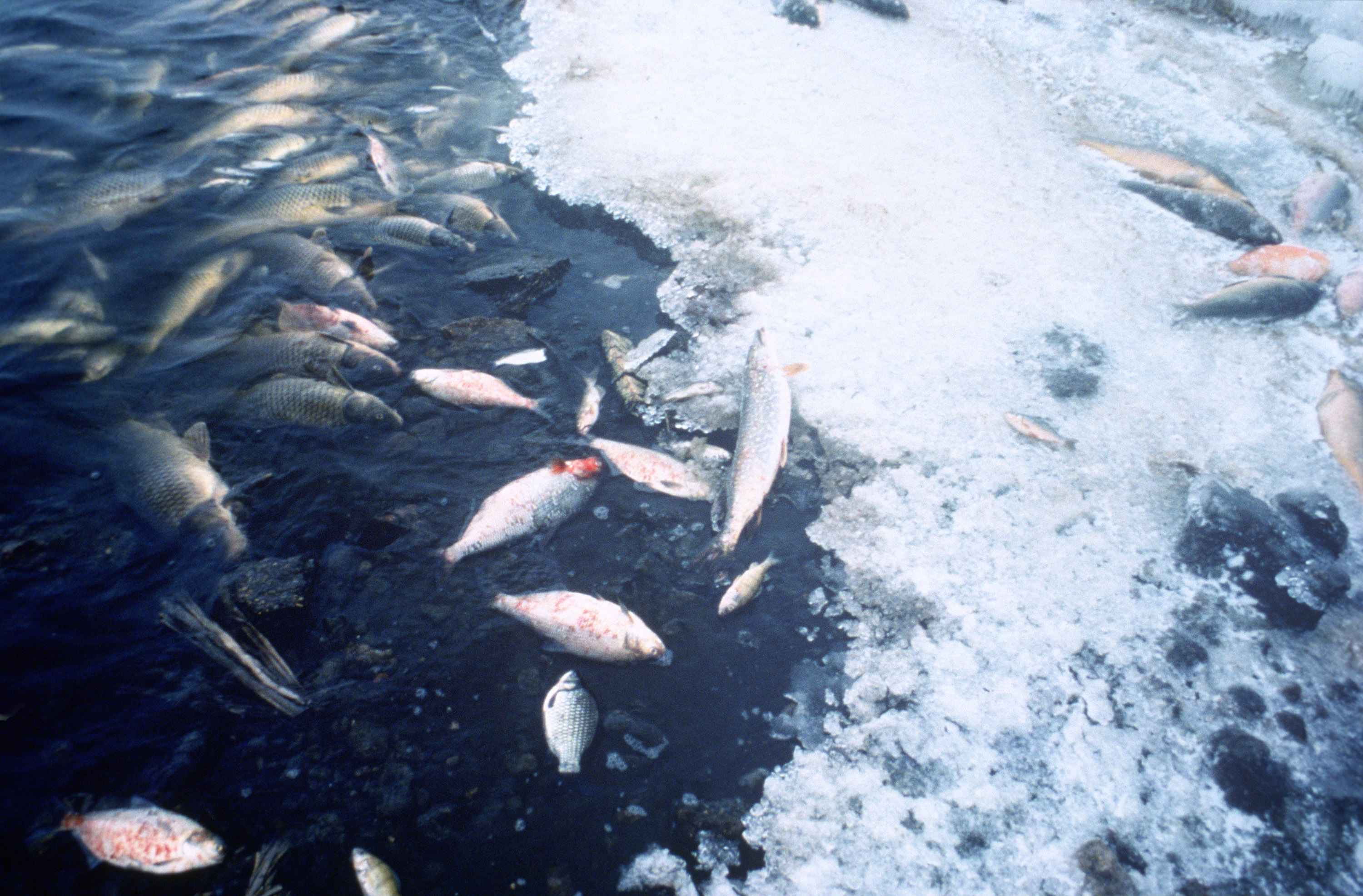
A halak a Ceratium-virágzás miatt csökkenő oxigénszint miatt is meghalhatnak.

E páncélos ostorosok a táplálékhálózat alapján fontosak: nagyobb élőlények tápanyagforrásai, emellett kisebb élőlényeket, például kovamoszatokat esznek.

## Jelentőség
Világszerte, különösen magasabb szélességeken, a káros algavirágzások gyakoribbá váltak, ennek oka lehet a partokra gyakorolt szennyező humán hatás. Így a partokra halott halak kerülnek, a szállodák és pihenőhelyek bevételeit csökkentve.
E fajok vándorlását befolyásolja továbbá a globális felmelegedés: mivel az óceán felszíni hőmérséklete emelkedik, mélyebb vízrétegekbe vándorolnak fajai, mivel hőérzékenyek. Így a Ceratium-fajok használhatók bioindikátorként, mivel minél mélyebben vannak, annál nagyobb a globális felmelegedés hatása.

## Fordítás
Ez a szócikk részben vagy egészben  a   Ceratium című angol Wikipédia-szócikk ezen változatának fordításán alapul.  Az eredeti cikk szerkesztőit annak laptörténete sorolja fel. Ez a jelzés csupán a megfogalmazás eredetét és a szerzői jogokat jelzi, nem szolgál a cikkben szereplő információk forrásmegjelöléseként.